# 三原渡り拍子
三原渡り拍子（みはらわたりびょうし）は、岡山県井原市（旧芳井町）の糸崎八幡神社と中山天神社で行なわれる秋祭りの神事である。1981年（昭和56年）に糸崎八幡神社・中山天神社の神事として岡山県の無形民俗文化財に指定された。

## 概要
岡山県備中地方から広島県備後地方にかけての吉備高原一帯において、伝承されている渡り拍子と呼ばれる神事の一つであり、芳井町西三原の糸崎八幡神社と東三原の中山天神社で、毎年11月の第2土曜日とその翌日の日曜日の秋祭りに行なわれる。
伝承によると、鎌倉・室町時代の闘鶏楽が起源であるとされ、一つの太鼓を尾長鶏の羽根で作られた「赤熊（しゃぐま）」をかぶった男衆が跳ね踊りながら打つ様子から跳ね踊り、羽根踊りとも呼ばれている。

## 「三原」という地名
「三原」という地名について諸説あるが、寛正2年（1461年）に備後国納所村（現在の広島県三原市）桜山城主の三原豊後守廣吉が落ち延びて来て三原三郎四朗と称し、住み着き、川手（東川手村、西川手村）を三原（東三原村、西三原村）と改めたことによるとされる。
ただし、三原豊後守廣吉が落ち延びて来る（隠居という説もある）以前から広島県三原市に存在する糸崎という地名があったという説もある上、井原市芳井町三原地区に隣接する高梁市川上町には、高山（こうやま）という地名が存在し、三原市に存在する高山（たかやま）と読み方は異なるが同じ地名が存在するなど、三原市との関係について未だに不明な点も多い。